# Georg Bernhard Eschenburg

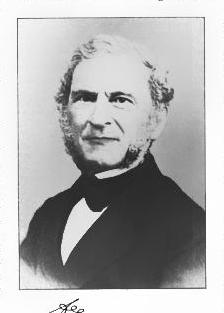
Georg Bernhard Eschenburg

Georg Bernhard Eschenburg, auch Bernhard Georg Eschenburg (* 19. Januar 1811 in Lübeck; † 6. Februar 1886 ebenda) war ein deutscher Mediziner und von 1838 bis 1886 Leiter der damals so genannten Irrenanstalt in Lübeck. 

## Leben
Eschenburg war der jüngere Sohn des Pastors an der Jakobikirche zu Lübeck, Bernhard Eschenburg (1762–1832) und dessen Ehefrau in zweiter Ehe Maria Dorothea, geb. Havemann, der Tochter des Kaufmanns Jost Hinrich Havemann. Johann Daniel Eschenburg war sein älterer Bruder. Er besuchte das Katharineum zu Lübeck bis Michaelis 1830. Zu seinen Mit-Abiturienten gehörten William Henry Newman-Sherwood und Friedrich Christian Avé-Lallemant. Anschließend studierte er Humanmedizin an den Universitäten Heidelberg und Göttingen. In Göttingen wurde er 1833 zum Dr. med. promoviert. Es folgte eine längere Studienreise zu ausländischen Krankenhäusern, insbesondere in Paris, wo er bei Jean-Étienne Esquirol hospitierte. Er kehrte nach Lübeck zurück, eröffnete eine Praxis und wurde im November 1838 vom Rat als Nachfolger von Carl Philipp Gütschow zum Hausarzt des Irrenhauses berufen.
In seiner fast 50-jährigen Leitungstätigkeit setzte er die unter Gütschow begonnenen Reformen der Einrichtung fort und brachte sie auf den Weg zu einem psychiatrischen Krankenhaus im modernen Sinne. Er entfernte zunächst Ketten und die meisten Fenstergitter, ließ ein Badezimmer einbauen und öffnete den Garten für die Patienten. In den von der Gesellschaft zur Beförderung gemeinnütziger Tätigkeit herausgegebenen Lübeckischen Blättern veröffentlichte er eine Reihe von Berichten und Vorschlägen zur besseren Unterstützung und Integration der Anstalt. 1857 gelang es ihm, einen Geldbetrag zu einem größeren Umbau des alten Hauses zu sammeln. 1858 übernahm der Lübecker Senat die Trägerschaft der Anstalt, doch regelmäßige Zuschüsse des Stadtstaates zu den Kosten der Verwaltung konnte er erst zu Beginn der 1880er Jahre erwirken. Zugleich mit dem Umbau wurde ein Regulativ erlassen, das dem Hausarzt Sitz und Stimme in der Vorsteherschaft gab, was damals ungewöhnlich war. Der Krankenbestand der Anstalt, der sich 1838 auf drei Männer und 24 Frauen belief, erhöhte sich auf 16 Männer und 31 Frauen und bis 1883 auf mehr als 100 Insassen. 1860 und 1869 wurden Geldmittel zu weiteren baulichen Verbesserungen bewilligt. 1870 gelang ihm der Aufbau einer landwirtschaftlichen Kolonie durch den Erwerb des nahe gelegenen Gehöfts Ruhleben. Das darauf befindliche Wohnhaus wurde für 16 ruhige Kranke eingerichtet.
Die letzte Erweiterung erfuhr die Anstalt in den Jahren 1881 bis 1882 durch den Bau zweier je zwei Stockwerke hoher Anbauten, die Raum für etwa 50 als unheilbar eingestufte Kranke boten. Zugleich wurde der Anstaltsgarten von neuem vergrößert. 
Am 21. Dezember 1883 konnte Eschenburg sein 50-jähriges Doktor-Jubiläum feiern. Der Ärztliche Verein zu Lübeck ließ ihm die Erneuerung des Doktortitels und eine Glückwunschadresse durch eine Deputation überreichen, der auch sein jüngster Sohn Dr. med. Theodor Eschenburg (1853–1921) angehörte. Auch Bernhard Eschenburg (1843–1931) und Johann Georg Eschenburg (1844–1936) waren seine Söhne.

## Werke
- De partu facie praevia: Dissertatio inauguralis Medica. Berolini: typis Nietackianis 1833 (Diss.).
- Geschichte unserer Irrenanstalt und Bericht über die Wirksamkeit derselben Während der letzten fünf Jahre. Lübeck 1844.
- Unsere Irrenanstalt und ihre Bedürfnisse. Lübeck 1854.